# Cipolle ripiene
Le cipolle ripiene sono un contorno e antipasto tradizionale italiano, tedesco e del Medio Oriente. Trattasi di cipolle svuotate, riempite con ingredienti a piacere (manzo, maiale o pesce, riso, cavolo riccio, funghi, aromi ecc.) e infornate.

## Storia e diffusione
Diverse versioni delle cipolle ripiene vennero descritte da Vincenzo Corrado (1736-1836). Più recentemente la pietanza è stata riportata nei libri di cucina di Henriette Davidis (Praktisches Kochbuch; 1845), i fratelli Ingegnoli (600 Modi di Cucinare gli Ortaggi; 1895), Lovica von Pröpper (Gute Hausmannskost; 1873), Richard Hering Lexikon der Küche (1907) e altri scrittori di gastronomia italiani e tedeschi. Le cipolle ripiene sono oggi tipiche della città tedesca di Bamberga (Bamberger Zwiebeln) e di varie regioni italiane quali il Piemonte, il Veneto e la Liguria, dove fanno parte dei cosiddetti "ripieni".